# L'ebreo di New York
L'ebreo di New York (The Jew of New York) è un romanzo a fumetti di Ben Katchor del 1998 originariamente pubblicato a puntate su The Forward.

## Trama
Il romanzo ha inizio dal fallimento dei progetti di Mordecai Noah un ebreo del XIX secolo, scrittore, giornalista, avvocato, drammaturgo dilettante, maggiore dell'esercito, politico, che nel 1825 cercò di creare uno Stato ebraico su una piccola isola vicino a Buffalo, negli Stati Uniti.
Una serie di uomini che si riversano, dopo il sogno utopistico, nelle strade di una New York triste e melanconica dove si incrociano personaggi bizzarri come, fra gli altri, l'uomo con la tuta di caucciù e un ex macellaio kasher.
Il mondo che viene rappresentato è sospeso tra la realtà e la finzione, dove la vita si intreccia con la sua rappresentazione in un miscuglio di spettacoli improvvisati, conferenze,  performance teatrali.

## Edizioni
- Ben Katchor, L'ebreo di New York, traduzione di D. Brolli, collana Strade Blu, Mondadori, 2004,  p. 108, ISBN 88-04-51169-9.